# 渡邊左武郎
渡邊 左武郎（わたなべ さぶろう、1911年〈明治44年〉12月6日 - 1997年〈平成9年〉10月2日）は、日本の医学者、人類学者。医学博士（北海道帝国大学）。札幌医科大学第4代学長、北海道開拓記念館第3代館長。

## 来歴
北海道生まれ。1928年北海道庁札幌第一中学校卒業。1931年北海道帝国大学予科修了。1935年、北海道帝国大学医学部卒業、同医学部解剖学第2講座助手。1940年同臨時附属医学専門部教授。
1941年陸軍軍医に徴兵される。1945年、宮崎県にて終戦をむかえる。
1946年北海道庁立女子医学専門学校（後の札幌医科大学）教授。1950年札幌医科大学医学部解剖学教室初代教授。1956年札幌医科大学大学院医学研究科解剖学担当教授。1964年解剖学第一講座初代教授。1970年札幌医科大学学長代理。1972年札幌医科大学学長に就任。1980年札幌医科大学退官。札幌医科大学名誉教授。
1982年財団法人北海道開拓の村理事長に就任。1986年北海道開拓記念館館長に就任（～1994年）。1987年北海道博物館協会会長に就任。1991年財団法人札幌医科大学学術振興会理事長に就任。
北海道大学医学部解剖学講座非常勤講師（1980年～1986年）、天使女子短期大学衛生看護学科非常勤講師（解剖学担当、1980年～1981年、1983年）、北海道教育大学札幌校教育学部非常勤講師（芸用解剖学担当、1982年、1984年、1986年）、札幌学院大学人文学部非常勤講師（人類学担当、1985年、1987年～1990年）や北海道札幌女子教員養成所所長（1970年～1980年）も務めた。

## 受賞歴
- 北海道文化賞（1983年）
- 北海道開発功労賞（1993年）

## 研究領域
専門は解剖学。解剖学の観点から形質人類学の研究なども試みている。特にアイヌの生態と適応能の人類学的研究を行った。